# Army of Lovers (chanson)
Pour les articles homonymes, voir Army of Lovers.
Singles de Lee Ryan
Turn Your Car Around
Army of Lovers est le premier single de Lee Ryan qui est un ex-membre du groupe britannique Blue. Le single est sorti le 24 juillet 2005. Le titre grimpa en troisième position du top 40 britannique UK Singles Chart. La chanson connu un certain succès au niveau mondial en atteignant la place de numéro 1 en Italie durant plusieurs semaines.

## Source(s)
- (en) Cet article est partiellement ou en totalité issu de l’article de Wikipédia en anglais intitulé « Army of Lovers (song) » (voir la liste des auteurs).